# Енсдорф (Баварія)
Енсдорф (нім. Ensdorf) — громада в Німеччині, розташована в землі Баварія. Підпорядковується адміністративному округу Верхній Пфальц. Входить до складу району Амберг-Зульцбах.
Площа — 41,45 км2. Населення становить 2103 ос. (станом на 31 грудня 2020).